# Pineda de Mar
Pineda de Mar ist eine Kleinstadt in der Provinz Barcelona in Katalonien, Spanien. Die Stadt hat 29.455 Einwohner (Stand: 2024) auf einer Fläche von 10,35 km². Die Stadt liegt auf 7 msnm zwischen Blanes und Mataró. Die Stadt liegt am Fuße des Llevant (409,5 msnm).

## Städtepartnerschaften
- Arles-sur-Tech im Département Pyrénées-Orientales, (Frankreich) seit 18. September 1988
- Frontignan im Département Hérault, (Frankreich) seit 2010

## Fotogalerie

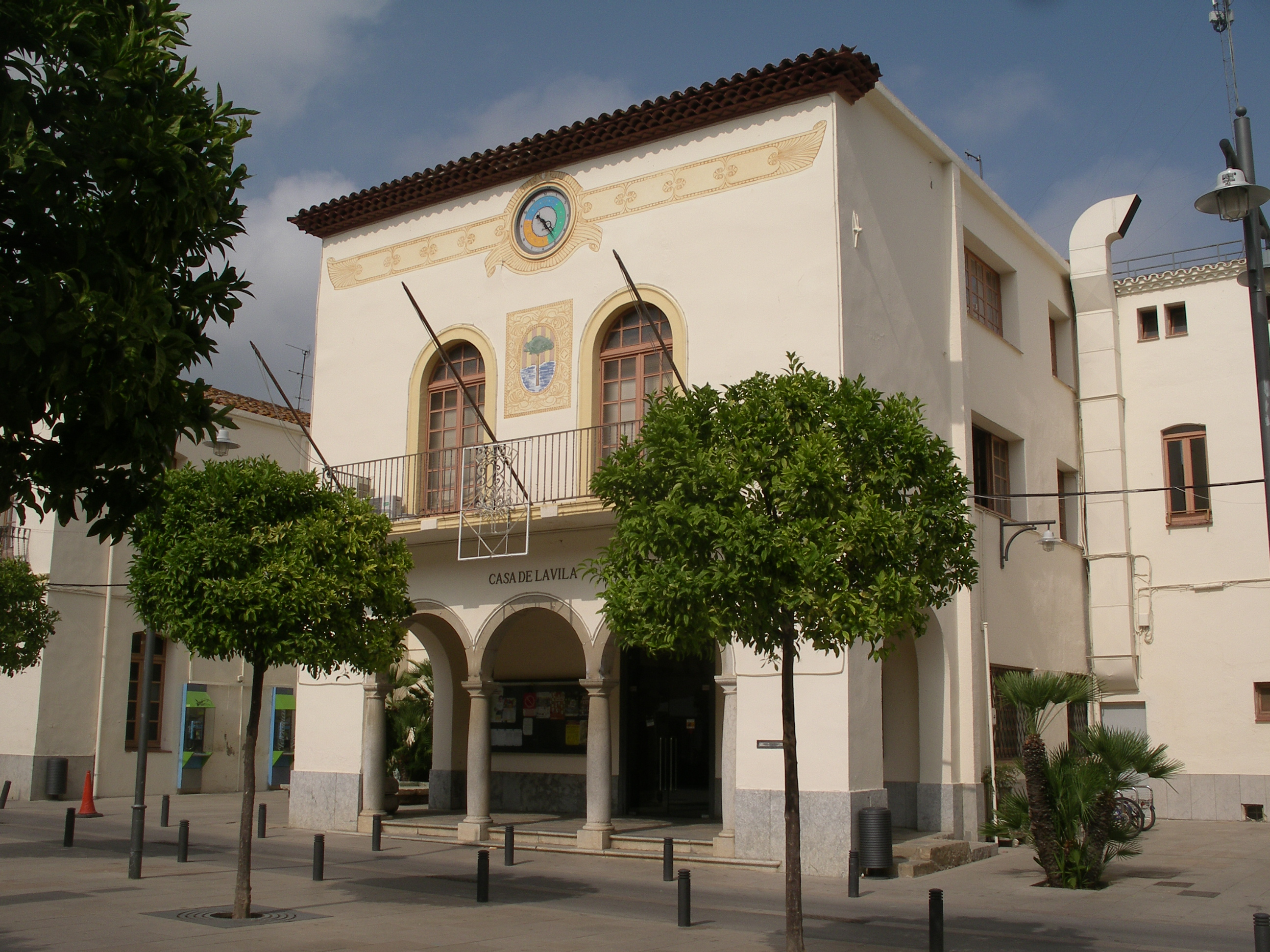
Rathaus von Pineda de Mar
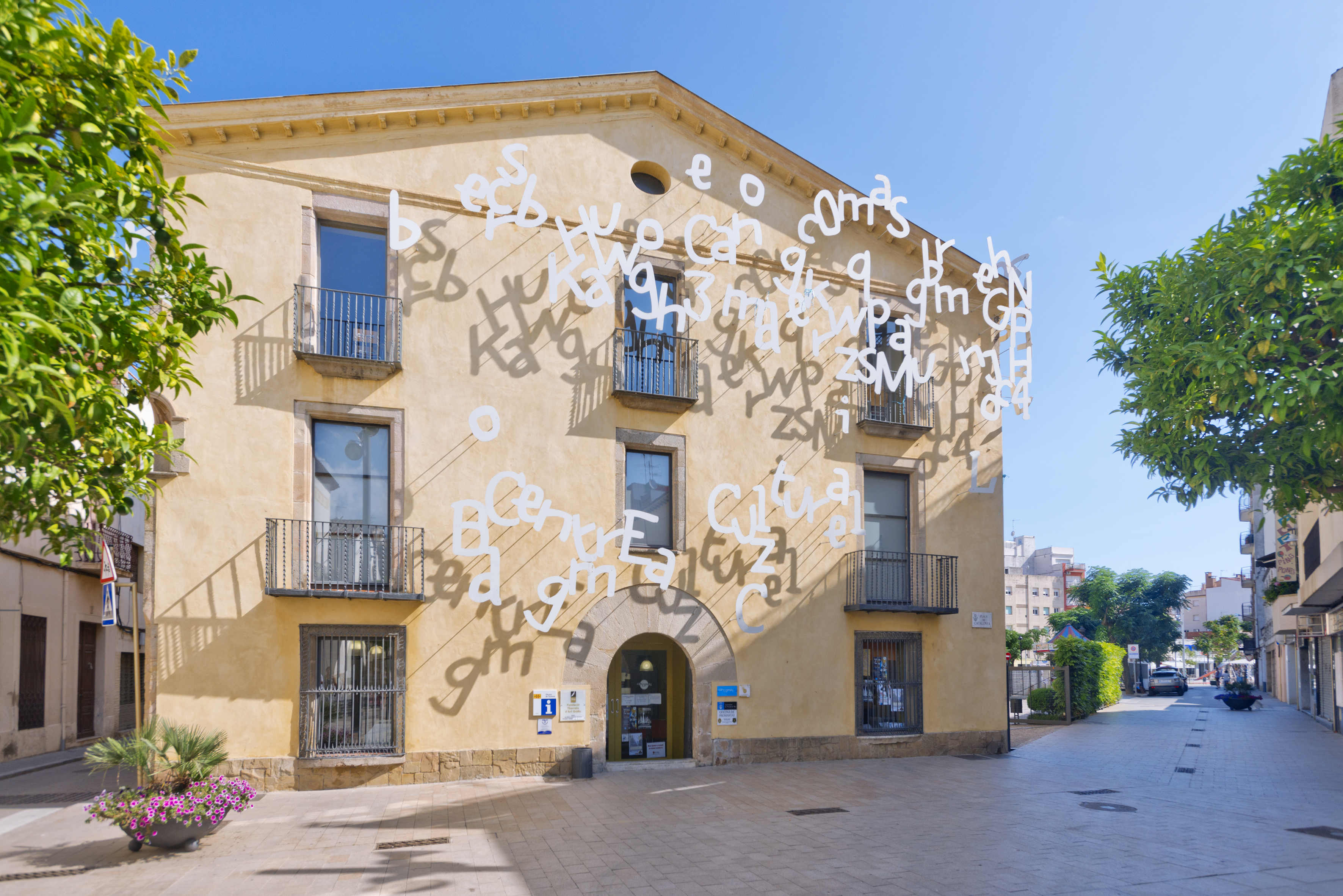
Kulturzentrum Can Comas
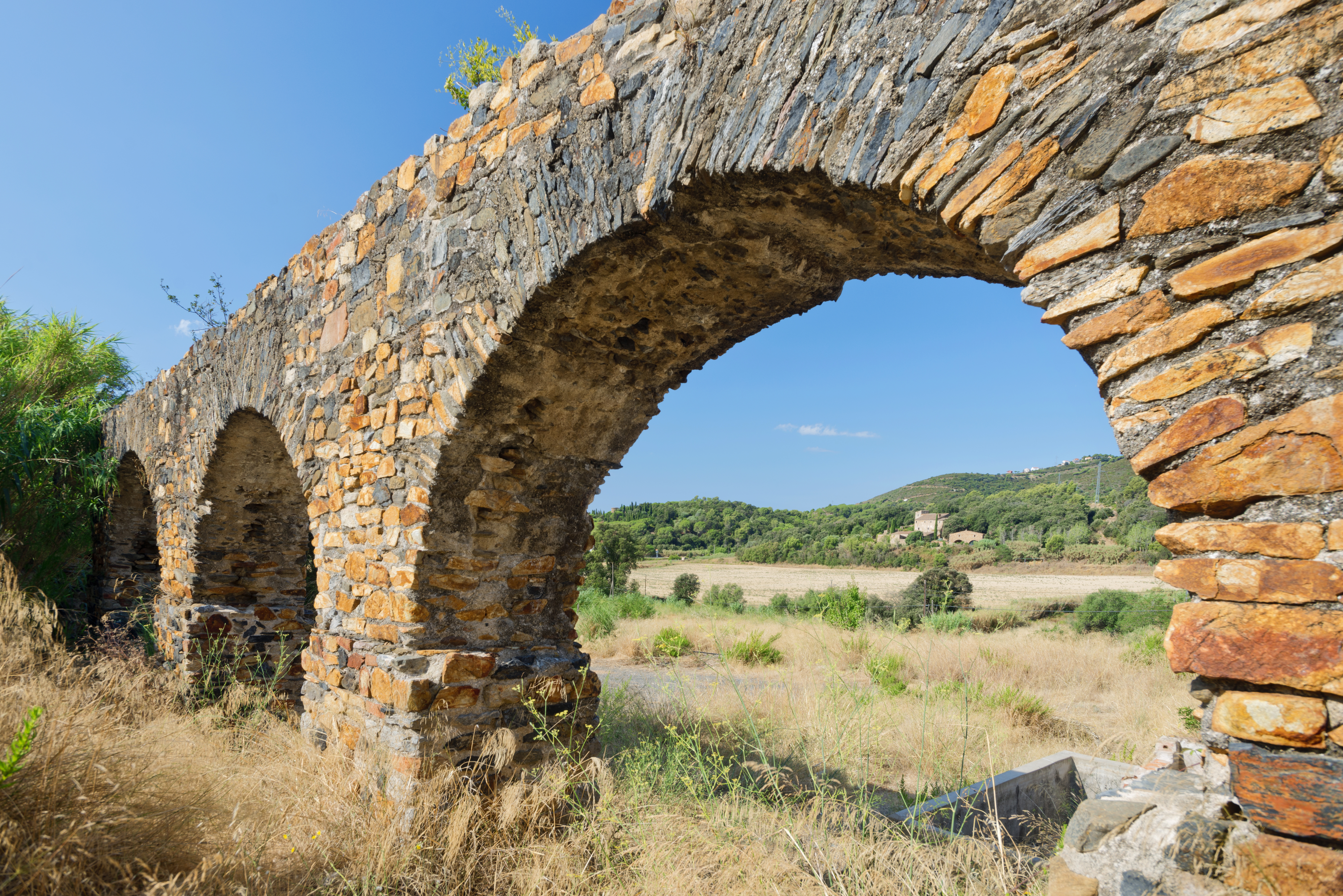
Römisches Aquädukt von Can Cua
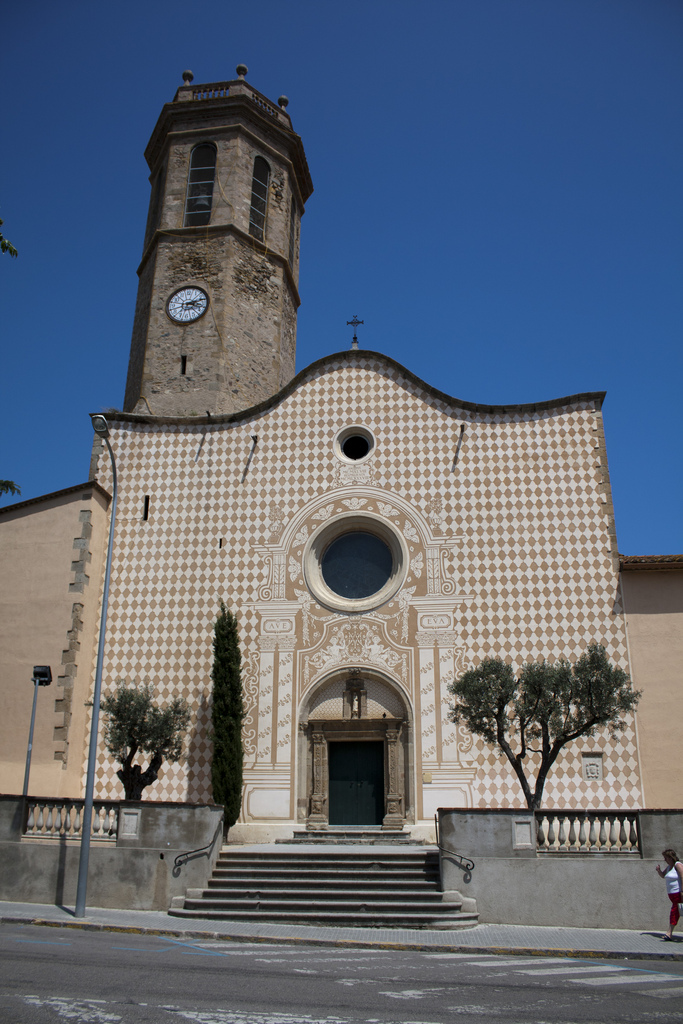
Santa Maria Pineda de Mar
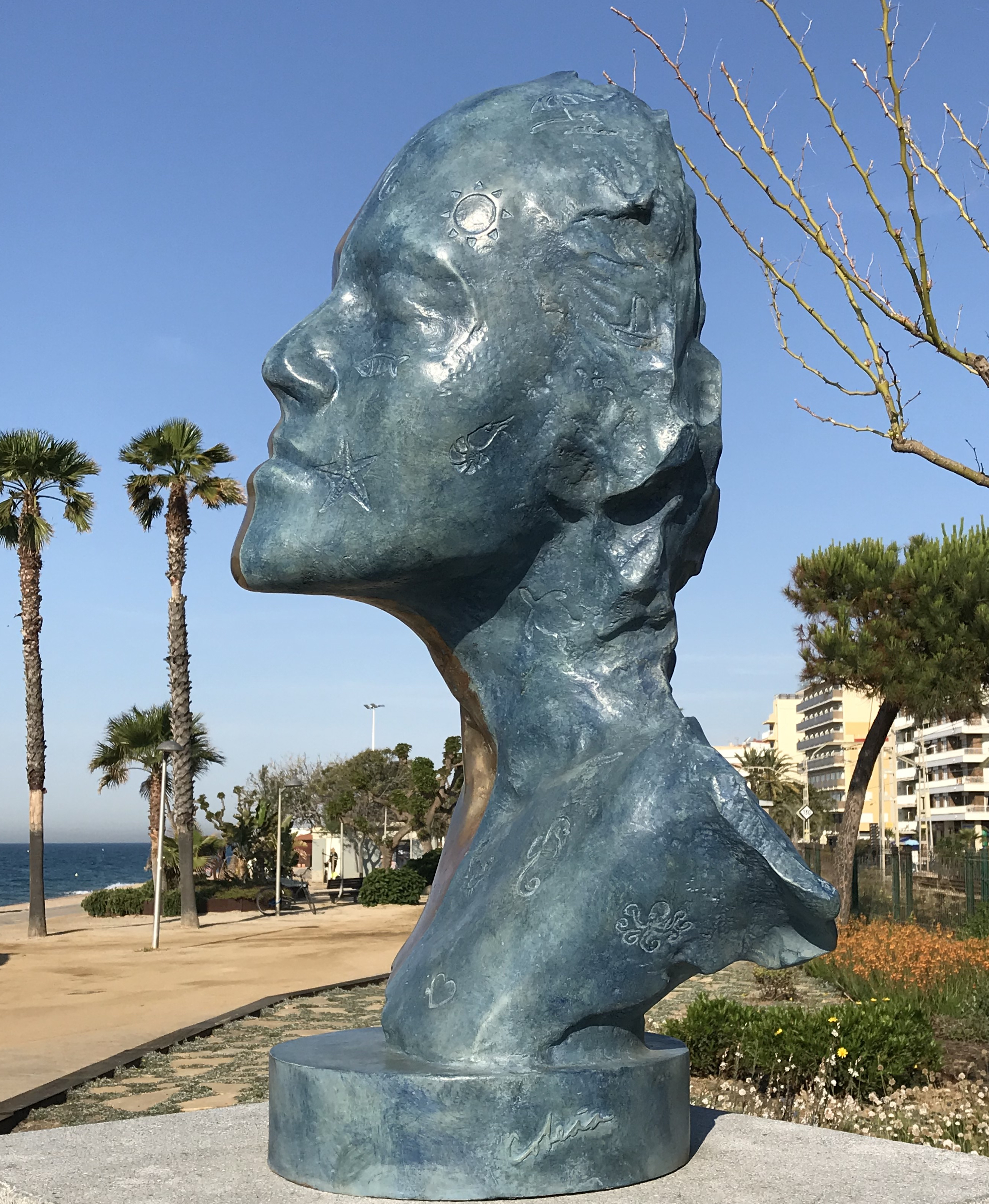
Öffentliche Skulptur in Pineda de Mar